# U-31
『U-31』（ゆーさんじゅういち、アンダーサーティーワン）は、綱本将也原作・吉原基貴作画のサッカー漫画。
2002年春から2004年秋にかけて、『モーニング』に不定期連載されていた。作品の題名は、原作者によれば「ゆーさんじゅういち」と読むのが正しいが、連載中には公式な読みが明らかにされていなかったため、版元の単行本リスト等では「アンダーサーティーワン」として扱われている。
作品の主な舞台となる「ジェム市原」はジェフユナイテッド市原・千葉がモデル。作中には2ちゃんねるの国内サッカー板（特にジェフ市原スレッド）由来のネタ（モオノキ、やっさいもっさいなど）も多数散りばめられた。
2016年に映画化（後述）。

## ストーリー
1996年のアトランタオリンピックで日本代表のFWとして活躍、その後Jリーグの東京ヴィクトリーのMFとしてレギュラーを守ってきた主人公の河野敦彦。しかし往年の輝きは失せ、2002年W杯で世間が盛り上がる中、チームから事実上の戦力外通告を受ける。そこへ舞い込んだのが古巣であるジェム市原からのオファー。5年ぶりに古巣に戻った河野は一から体を作り直しレギュラー奪取、そして日本代表への復帰を目指す。

## 主な登場人物
河野 敦彦（こうの あつひこ）
演 - 馬場良馬
主人公。通称「千葉のマラドーナ」。1996年アトランタオリンピックの日本代表として活躍。2002年シーズン途中に東京ヴィクトリーを戦力外となり、古巣のジェム市原に復帰（背番号10）。以降、主にトップ下・ボランチのポジションで活躍し、チームを牽引する存在となる。2004年にセルビア・モンテネグロのSCベオグラード（架空クラブ）にレンタル移籍するが、翌2005年にジェム市原に復帰した。同年のW杯アジア最終予選・対サウジアラビア戦で日本代表に復帰(背番号23)。2006年のドイツW杯でも日本代表に選出された。
複数の選手がモデルになっているが、主なモデルは前園真聖と城彰二。
戸澤 敏行（とざわ としゆき）
ジェム市原の若手エース格。背番号6。ポジションはボランチ。一度は捨てるように去ったチームに復帰した河野と初めは対立するが、プレイを通して徐々に通じ合っていく。元々幼少時代に河野にあこがれサッカー選手を志した経緯があり、河野に対しては愛憎相反する感情がある模様。後にドイツ・ブンデスリーガのヘルタ・ベルリンに移籍、ドイツW杯の日本代表にも選出される。モデルは阿部勇樹。
山咲 佳奈（やまさき かな）
週刊フットボールマガジンの女性記者でジェム市原担当。配属当初は素人同然だったが、河野との交流を通じて一人前の記者に成長していく。2004年に週刊フットボールマガジンを辞めフリーライターに転向、河野と同棲を始める。2005年に河野を題材としたノンフィクション「U-31」を出版した。
笠原 隆輔（かさはら りゅうすけ）
ジェム市原のベテランDF(背番号2)。河野とは前在籍時代から仲が良い。引退後ジェム市原のコーチに就任した。モデルは中西永輔。
西前（にしまえ）
ジェム市原の若手FW(背番号16)。底抜けに明るい性格でチームのムードメーカー。主にスーパーサブとして起用され、得点を挙げる描写が多々ある。最終話で移籍してきた瀧川と仲が良い描写がある。
瀧川（たきがわ）
東京ヴィクトリーの若手MF。河野の移籍後も何かと絡んでくる。海外のスター選手を真似て髪型をよく変える。戸澤とポジションが同じで年齢も近いことから、本人は戸澤をライバル視している（が、世間的な評価は戸澤の方が圧倒的に上）。その関係もあり、戸澤のドイツ移籍に伴う穴埋め役としてジェム市原に移籍した。
成田 剛士（なりた たけし）
東京ヴィクトリーのベテラン選手。2002年シーズン途中で引退、以降は解説者として活動。モデルとなった人物は武田修宏。
アイルトン・シウバ
ブラジル人MF。アトランタオリンピックで河野と対戦した。2002年、大陸間王者決定戦でFCマドリーの一員として来日した際に河野と再会する。モデルはフラビオ・コンセイソン。
シニーシャ・クラリィ
2003年よりジェムの指揮を取るセルビア・モンテネグロ出身の若手監督。河野の埋もれていた才能を見抜き、開花させた。その哲学者然とした語り口など、イビチャ・オシムをモデルにしている。
藤堂 涼介（とうどう りょうすけ）
河野とアトランタ五輪の日本代表でチームメートだったFW。横浜フィールダースから1996年にセリエAのウディネーゼへ移籍、以後ポルトガルリーグやセリエBのチームを転々とする。2003年にはセリエBのヴェローナでリーグ得点王となり、同年秋に名古屋グランパレスに移籍（背番号35）。かつてとは見違えるほどの強靭な肉体を武器に、日本代表の得点源としても活躍するが、その肉体は実はドーピングで作られたものだった。実際2000年頃まではジャニーズ系の端正な顔立ちと長髪が売りだったが、薬物の影響を隠すために帰国後はスキンヘッドにしている。
2005年5月7日、市原で行われたジェム市原対名古屋グランパレス戦の試合終了直前に倒れそのまま息を引き取る（享年30）。死因は「試合中の極度の疲労による急性心不全」と発表されたが、実際には薬物の常用により心臓に異常をきたしたことが原因であった。
アーシア・ナニーニ
小説版に登場（漫画には名前のみ登場する）。ALE製薬の研究員。藤堂のお目付け役として来日し、偽装のため藤堂の恋人を装っていたが、後に本当の恋愛関係となり藤堂の子供を身ごもる。
平田 修（ひらた おさむ）
小説版のみ登場する、旭テレビのスポーツドキュメンタリー『JET SPORTS』（モデルはテレビ朝日『GET SPORTS』）のディレクター。河野と藤堂の二人に対し、山咲と共に長期に渡る密着取材を敢行する。
完全版のあとがきで、原作者の綱本が「書きたいことは全て、平田修に先に言われてしまってました」と書いているように、実質的には原作者の分身とも言えるキャラクター。

## 連載終了とその後
2004年秋に突如連載が打ち切りとなるが、その後ジェフ市原のサポーターサイトの一つ「イヌゲノム」において、作者へのスペシャルインタビューと幻の原作「LOVE AFFAIR」が公開された。
また2005年6月より2006年7月まで、サッカー専門紙『EL GOLAZO』において、小説版が週1回（水曜日）連載の形で連載された。
2006年6月、『週刊モーニング』に読み切りの「特別篇」が掲載された。
2008年11月、単行本未収録の「LOVE AFFAIR」、小説版、「特別篇」を収録した完全版が講談社BOXから発売された。
2018年からヤングチャンピオンで連載されている『Mr.CB ミスターシービー』（綱本原作）では引退後の河野や戸澤などが作中に登場している。

## 単行本
- 1 ISBN 406328915X（2003年11月20日発売）
- 2 ISBN 4063289907（2004年11月22日発売）
- 完全版上 ISBN 9784062836821（2008年11月4日発売）
- 完全版下 ISBN 9784062836838（2008年11月4日発売）

## 映画
同名タイトルにて、2016年8月27日公開。監督は谷健二、主演は馬場良馬。ジェフユナイテッド市原・千葉の25周年を記念し制作され、全面協力している。なお作品の読みは正式に「ゆーさんじゅういち」となった。

### 主な出演者
- 河野敦彦 - 馬場良馬
- 戸澤敏行 - 中村優一
- 山咲佳奈 - 谷村美月
- 木村良平 - 勝村政信
- 竹岡誠一 - 大杉漣
- 笠原隆輔 - 根本正勝
- 成田剛士 - 中村誠治郎
- 綾瀬 - 岩永洋昭
- 瀧川 - 高崎翔太
- 望月鞘子 - 富山えり子
- 平田修 - 平畠啓史
- 広瀬友佑
- 小笠原健
- 松浦正太郎
- 信太昌之
- 末永みゆ
- 蛭川信太郎
- 水木彩也子
- 中村僚志
- 斉藤一平
- 関口アナム
- 綱島恵里香

### スタッフ
- 原作 - 綱本将也
- 漫画 - 吉原基貴
- 製作 - 大澤渡、宇都木基至、菅野征太郎、篠塚泉
- プロデューサー - 麻生英輔、坂岡功士、石山孝紀、赤間俊秀
- 監督 - 谷健二
- 脚本 - 佐東みどり
- 撮影 - 吉田新時
- 衣裳 - 高橋英治
- 音楽 - 洞澤徹
- 主題歌 - ストレイテナー「原色」[4]
- 後援 - ジェフユナイテッド市原・千葉
- 配給 - トキメディアワークス
- 制作 - 映画「U-31」製作委員会（TBSサービス、トキメディアワークス、SEVEN FILMS、ギルド、千葉テレビ放送）